# 箫

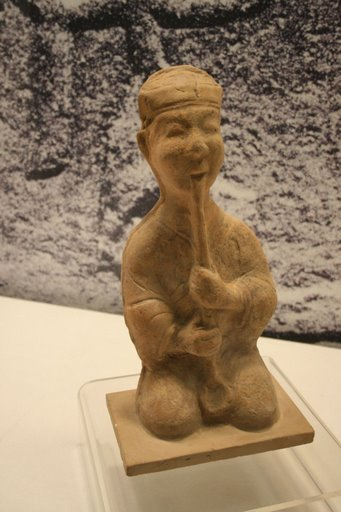
东汉时期的陶制箫奏者人像，出土於彭山江口汉崖墓，藏於南京博物院

箫又稱洞簫、簫管，是中國古老的吹管樂器，特徵為單管、豎吹、開管、邊稜音發聲。「簫」字在唐代以前本指排簫，唐宋以來，由於單管豎吹的簫日漸流行，便稱編管簫爲排簫，以示區別。至於「洞簫」之名，則來自於箫管底端之開孔。
其音色圓潤輕柔，幽靜典雅，常用於獨奏、琴簫合奏或絲竹樂演奏。

## 歷史
漢代以前，無論是橫吹還是豎吹的管樂器，都可稱為笛，從馬融《長笛賦》可知，豎吹之笛原有四孔，皆在前側，而後西漢京房多加一背孔，此型制已與今傳之洞簫基本上一致。漢代王褒曾作《洞簫賦》，然而文中有「參差」一詞，故應是指排簫。
笛曲的最早記錄見於晉書, 但只说“三弄”却并未记录曲名，此曲之譜已不存在，仅存有据此改编而来的古琴曲梅花三弄。
唐代，開始以「笛」專稱橫吹之笛，至於豎吹之簫，則因其長度為一尺八寸，稱之為「尺八」，並傳到日本成為“古尺八”。而“簫”在唐代以前則是用來稱排簫。
元代，宴樂之器已有五孔簫的記載，也將簫與排簫做了區別。簫在之後的宮廷禮樂都有廣泛的應用。
明代，單管直吹的“簫”、多管的“排簫”、橫吹的“笛”有了更明顯的區別。現存最早的獨立譜見於《文林聚寳万卷星羅》，為工尺譜。清代有任兆麟的《簫譜》一書。
到二十世紀，彭祉卿於《今虞琴刊》發表〈新制雅箫圖說〉，發明8孔雅箫，又名琴箫，便於與琴音合奏，現在的八孔箫是據此發展得來，強調其十二平均律便於樂器合奏。

## 形制

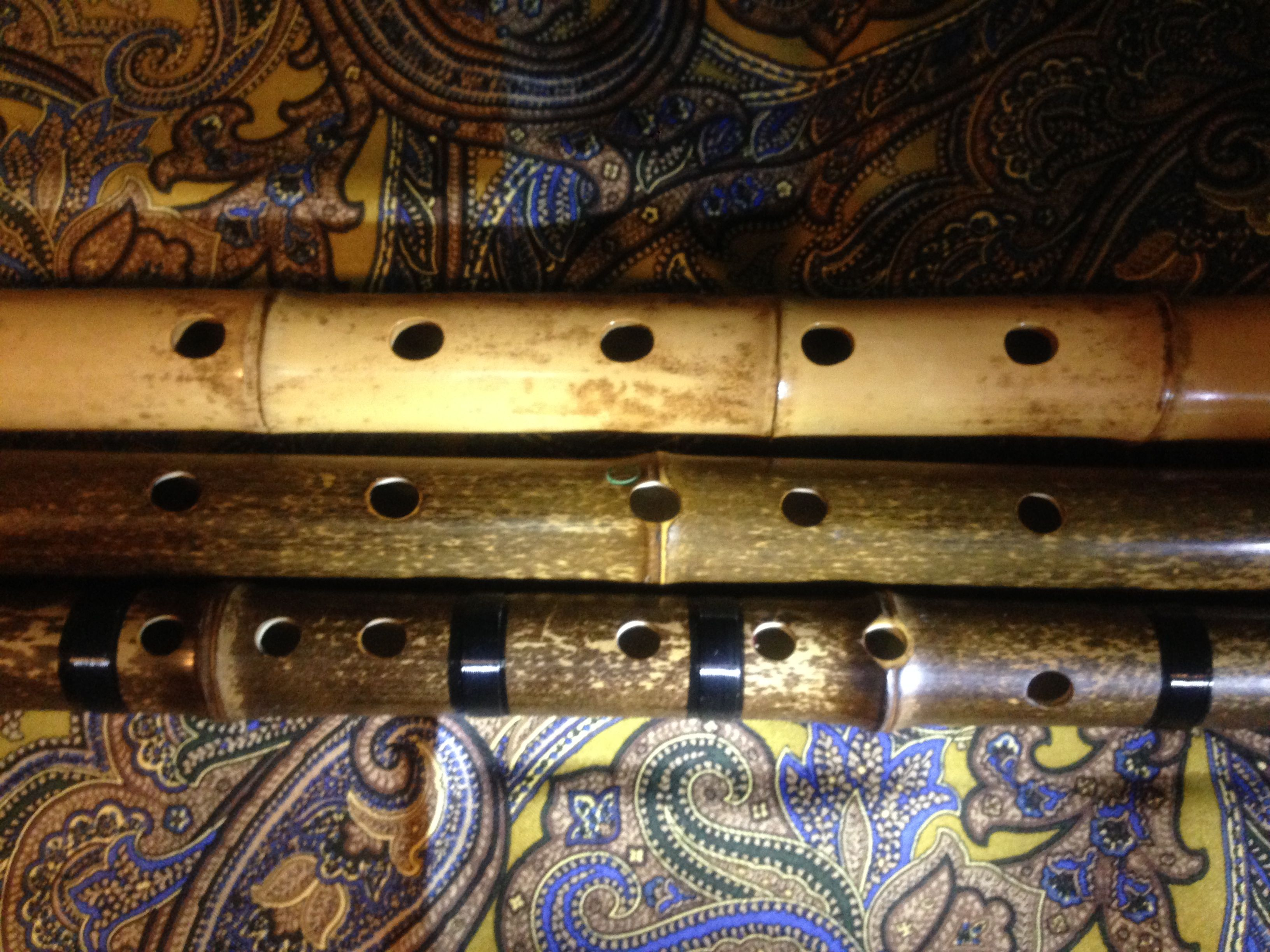
G調六孔全音簫、六孔半音簫及八孔簫的音孔排列。

### 粗短型
管體較粗而短之簫，為傳統古洞簫，或稱「南簫」。以南管洞簫為代表，桂竹、孟宗竹、石竹製成，前五孔、後一孔，十目九節，吹口為V字形。音色渾厚深沉，吹奏時雙臂抬成鳳凰展翅之勢。

### 細長型
管體較細而長之簫。如琴簫，又稱「北簫」，是中國北方後來發展出的簫種。由彭祉卿發展出來的琴箫体型比較细小，故音量較少。管身較長，沒有竹根頭，有箫蓋，多以紫竹製作。傳統洞簫是一體成形。琴箫出現後，有於吹口與按孔之間加上金屬套環，把簫管一分為二，便可以像單簧管、木笛那樣調整音準。而三節箫的出現，據前香港中樂團樂師陳樹桂憶述，在二十世紀八十年代，有香港粵曲樂師向廣州的樂器廠特別訂製一些箫，除了要在吹口與按孔之間加上金屬套環外，還要在第一按孔下再加上金屬套環，得以分為三節，便於攜帶。
- 6孔簫／8孔箫：6孔簫亦有所謂「全音箫」及「半音箫」。「全音箫」即是傳統的6孔箫，音孔平均分佈。而「半音箫」則先以十二平均律定出8孔的孔位，但是第2孔及第6孔不開孔，故看起來音孔分佈不平均。

- U口／V口／唐口：吹口內削而切割成U字或V字則稱U口或V口。唐口則是尺八的開口，外切。

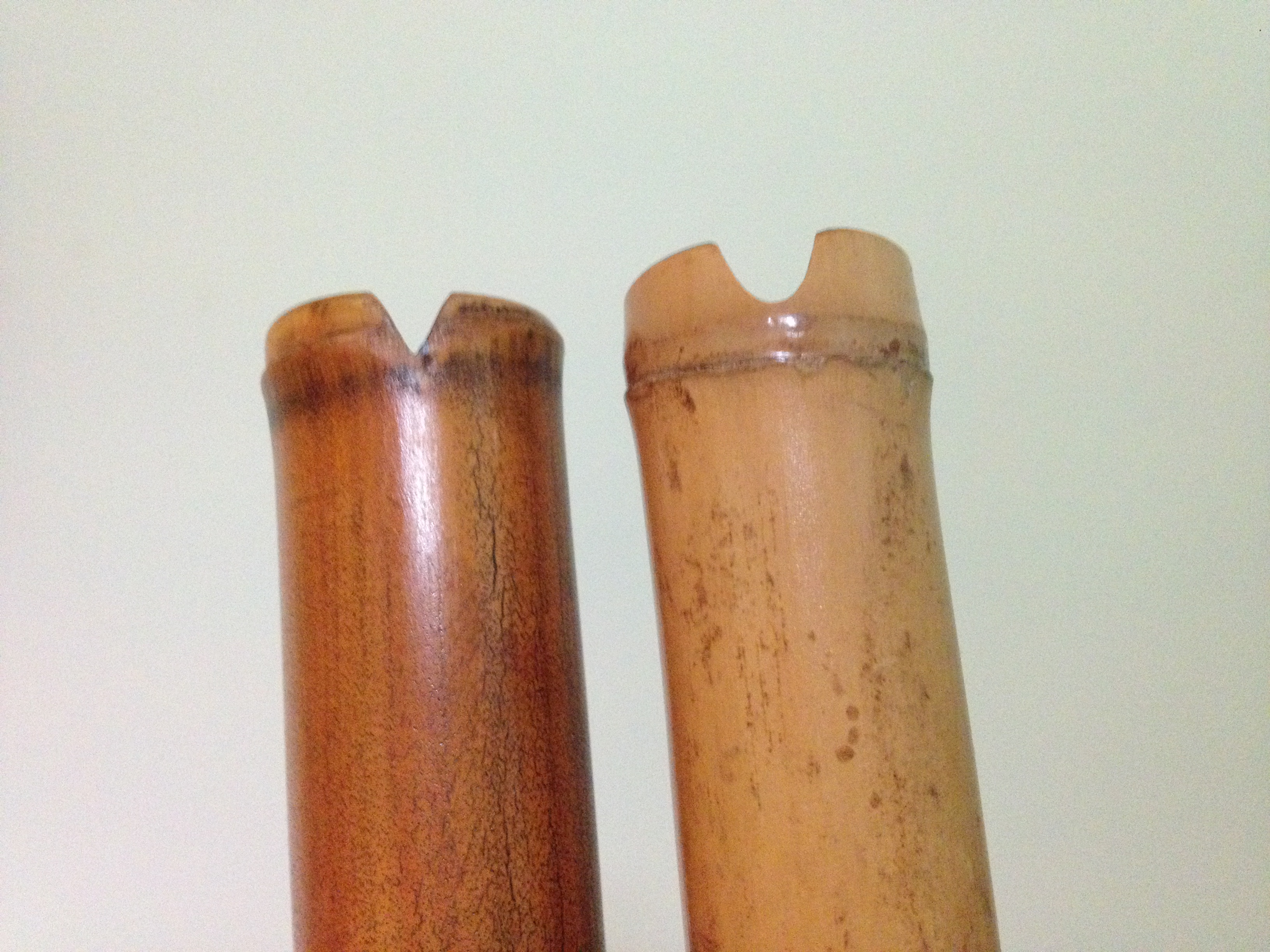
洞簫的吹口：V口和U口

洞簫的吹口：有簫蓋與沒有簫蓋

## 延伸阅读
[在维基数据编辑]
 《欽定古今圖書集成·經濟彙編·樂律典·簫部》，出自陈梦雷《古今圖書集成》